# Liste der Monuments historiques in Chennegy
Die Liste der Monuments historiques in Chennegy führt die Monuments historiques in der französischen Gemeinde Chennegy auf.

## Liste der Immobilien
| Bezeichnung      | Beschreibung           | Standort               | Kennzeichnung | Schutzstatus | Datum | Bild           |
| ---------------- | ---------------------- | ---------------------- | ------------- | ------------ | ----- | -------------- |
| Kirche St-Martin | ab dem 16. Jahrhundert | Rue de l’Église (Lage) | PA00078320    | Inscrit      | 1990  | weitere Bilder |

## Liste der Objekte
| Bezeichnung                                                      | Beschreibung | Standort                       | Kennzeichnung | Schutzstatus | Datum | Bild |
| ---------------------------------------------------------------- | --- | ------------------------------ | ------------- | ------------ | ----- | ---- |
| Taufbecken                                                       | Kalkstein, 16. Jahrhundert                                                                                       | in der Kirche St-Martin (Lage) | PM10000581    | Classé       | 1913  |      |
| Gemälde Der heilige Martin teilt seinen Mantel                   | Ölfarbe auf Leinwand, 1826 von Anne-François Arnaud                                                              | in der Kirche St-Martin (Lage) | PM10000586    | Classé       | 1978  |      |
| Skulptur Unterweisung Mariens                                    | Kalkstein, grau übertüncht, um 1600                                                                              | in der Kirche St-Martin (Lage) | PM10000580    | Classé       | 1913  |      |
| Grabstein für Pierre de Lamarre                                  | Kalkstein, bezeichnet 1540                                                                                       | in der Kirche St-Martin (Lage) | PM10000582    | Classé       | 1913  |      |
| Gemälde Die heilige Familie erscheint dem heiligen Placidus      | Ölfarbe auf Leinwand, 1694 von Louis Herlison; im historischen Museum in Troyes deponiert, dort nicht auffindbar | in der Kirche St-Martin (Lage) | PM10000583    | Classé       | 1913  |      |
| Gemälde Die heilige Familie wird in der Wüste von Engeln umsorgt | Ölfarbe auf Leinwand, 17. Jahrhundert; im historischen Museum in Troyes deponiert, dort nicht auffindbar         | in der Kirche St-Martin (Lage) | PM10000584    | Classé       | 1913  |      |
| Hauptaltar                                                       | Altartisch, Altaraufbau und Tabernakel; Marmor, 18. Jahrhundert                                                  | in der Kirche St-Martin (Lage) | PM10000585    | Classé       | 1977  |      |
| Pietà                                                            | Kalkstein, grau übertüncht, 16. Jahrhundert                                                                      | in der Kirche St-Martin (Lage) | PM10000579    | Classé       | 1913  |      |